# Ella Øverbye
Ella Øverbye, née en 2004, est une actrice norvégienne.

## Biographie

### Formation et débuts
Ella Øverbye est une actrice norvégienne née en 2004.

### Carrière
Elle joue dans des films tels que Barn de 2019. Elle tient le rôle principal dans le troisième film de la trilogie cinématographique de Dag Johan Haugerud, Drømmer,, qui remporte l'Ours d'or lors de la Berlinale de février 2025.
À l’automne 2025, sortira une nouvelle série norvégienne inspirée du cas bolivien, dans laquelle Ella Øverbye incarne Ida, une des trois norvégiennes arrêtées pour détention de drogue puis emprisonnées.

## Filmographie
- 2025 : Flukten fra Bolivia[6]
- 2024 : Dreams[6]
- 2019 : Barn[6]